# Olympus E-1
Die Olympus E-1 ist die erste digitale Spiegelreflexkamera (DSLR), die nach dem von Olympus und Kodak gemeinsam entwickelten Four-Thirds-Standard konstruiert und gefertigt wurde. Die Markteinführung erfolgte im September 2003. Durch die robuste Bauweise, die an den klassischen analogen Spiegelreflexkameras orientierte Handhabung und einigen technischen Besonderheiten, ist die E-1 ein interessanter Fotoapparat für Profis und anspruchsvolle Amateurfotografen. Allerdings ist die E-1 mit einer Auflösung von 5 Megapixel speziell im Profibereich nicht mehr auf dem allgemein geforderten Stand.

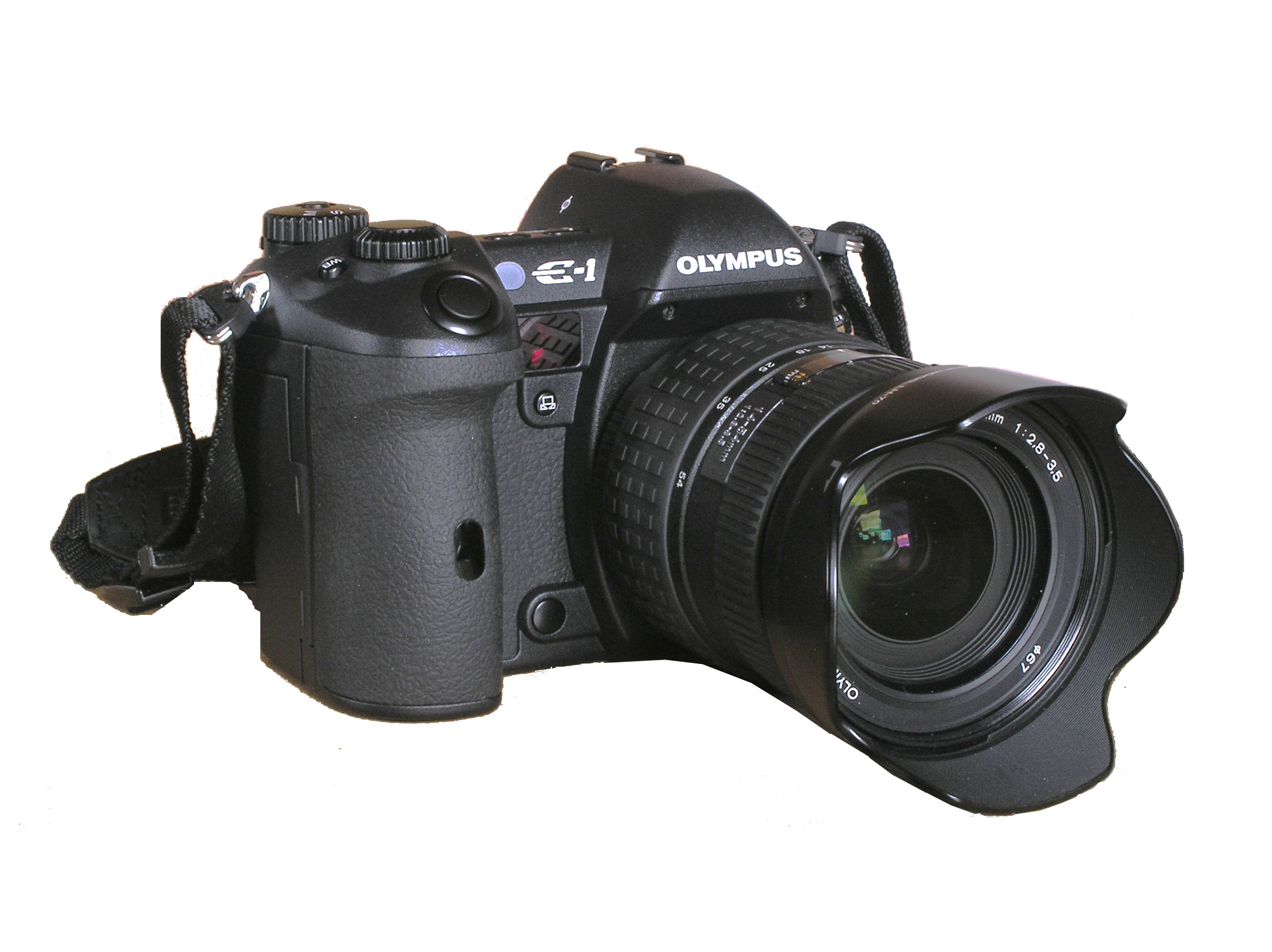
Die E-1 mit Standard-Objektiv

## Vorgeschichte
Bereits Anfang 1997 stieg Olympus mit der Camedia C-1000L und C-1400L in die anspruchsvolle Digitalfotografie ein. Damals waren zwar schon digitale Spiegelreflexkameras auf dem Markt, diese besaßen jedoch noch keine Wechselobjektive. 1998 brachte Olympus die schnellere und besser ausgestattete C-1400XL und ein Jahr später die C-2500L auf den Markt, die bereits mit einem 2,5-Megapixel-CCD bestückt wurde. Diese Kamera erreichte eine Bildqualität und Auflösung, die fotorealistische DIN-A4-Ausdrucke ermöglichte. Mit der Camedia E-10 führte Olympus Ende 2000 eine der ersten professionellen DSLRs ein. Ein Jahr später löste die E-20 die E-10 als Nachfolgemodell ab.
2003 führte Olympus das Four-Thirds-Standard ein. Somit ist die Olympus E-1 die erste Kamera, die speziell für dieses System konstruiert und gefertigt wurde. Auch das Zubehör und die Wechselobjektive wurden für dieses System entwickelt und optimiert.

### Four-Thirds-Standard
Beim Four-Thirds-Standard handelt es sich um ein von Olympus und Kodak entwickeltes System für digitale Spiegelreflexkameras. Es wurde erstmals im September 2002 auf der Photokina in Köln vorgestellt. In diesem offenen Standard wurden die grundsätzlichen mechanischen, optischen, kommunizierenden und elektronischen Kerndaten festgelegt, um eine möglichst große Kompatibilität zu anderen Kamera- und Wechselobjektivherstellern zu erreichen. Ein weiterer Vorteil liegt in der exakten Abstimmung zwischen dem Gehäuse und den Zubehörteilen, da keine qualitätsmindernden Kompromisse geschlossen werden mussten. Kern des Systems ist ein Full-Frame-Transfer-CCD-Bildsensor der Größe 17,3 × 13,0 mm.

## Design und Bedienung

### Das Gehäuse

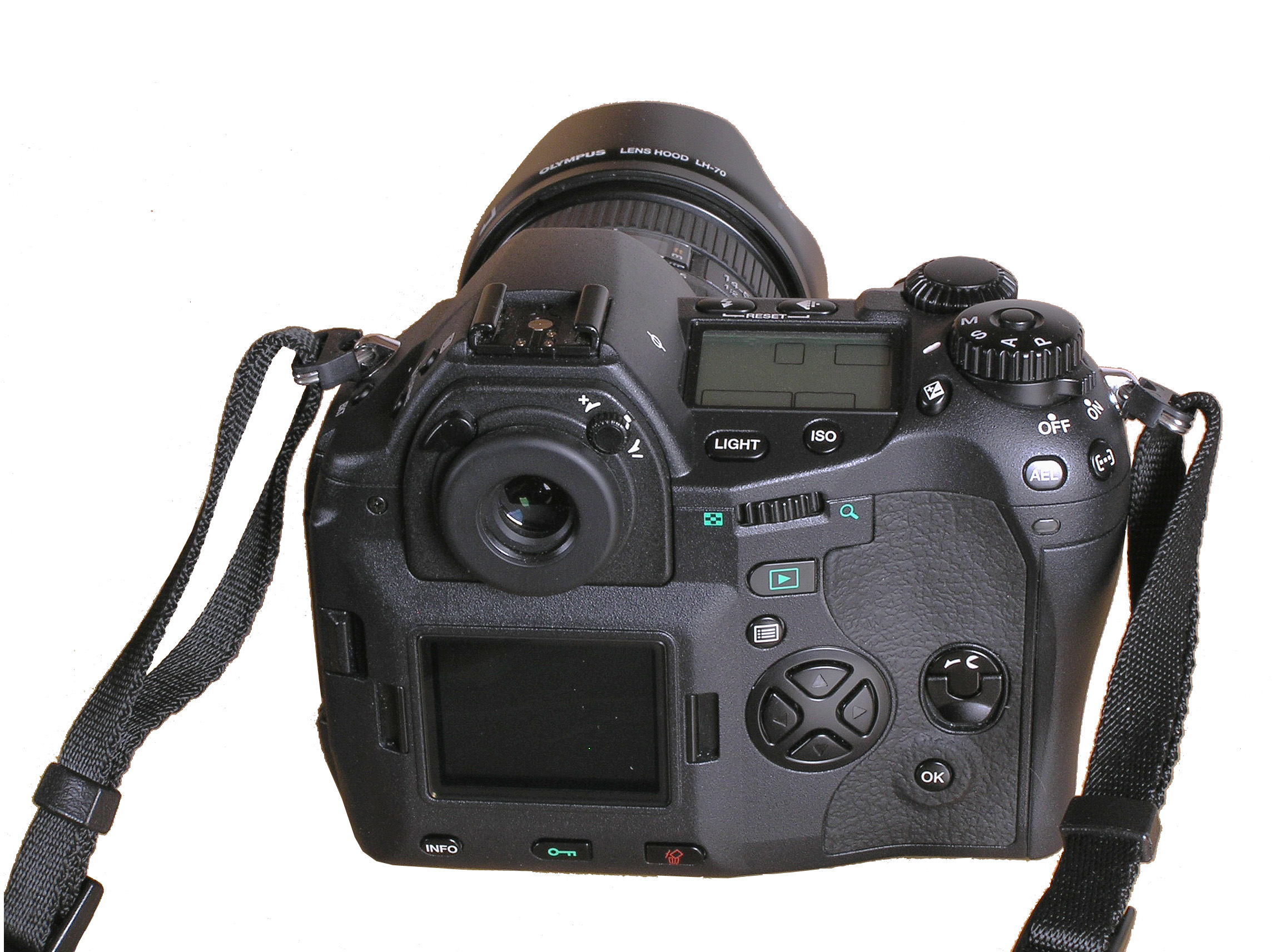
Die Olympus E-1

Das robuste 660 Gramm schwere Gehäuse aus Magnesiumlegierung ist für den professionellen Einsatz und für eine lange Lebensdauer konzipiert. 65 Gummidichtungen sorgen auch bei Regenwetter für ein problemloses Arbeiten. Sowohl das Gehäuse als auch die meisten Objektive sind nach IEC-Standard spritzwassergeschützt.

### Die Handhabung
Auch die Bedienung der Kamera ist an professionellen Bedürfnissen ausgerichtet. Die Handhabung orientiert sich an den bedienerfreundlichen Konzepten der klassischen Spiegelreflexkameras. Alle wichtigen Funktionstasten sind übersichtlich und leicht erreichbar am Gehäuse angeordnet. Die Einstellungen werden in Kombination mit zwei Einstellrädern vorgenommen, die so angeordnet sind, dass sie wahlweise leicht mit dem Daumen oder dem Zeigefinger der rechten Hand bedient werden können. Auch der Wahlschalter für die Belichtungsarten ist ein einfaches Drehrad nach klassischem Vorbild. Über das Menü des LC-Monitors werden lediglich selten benötigte Einstellungen und Feintuning vorgenommen.

## Die technischen Komponenten

### Der Bildsensor
Die CCD-Fläche des nach dem Four-Thirds-Standard von Kodak gefertigten Full-Frame-Transfer-CCD-Sensor hat eine Länge von 18 mm und eine Breite von 13,5 mm, woraus sich eine Diagonale von 22,3 mm ergibt. Diese Diagonale entspricht etwa der Hälfte der Kleinbild-Diagonalen (43 mm). Da der Bajonettdurchmesser des Gehäuses in etwa dem Durchmesser einer Kleinbild-SLR entspricht, ergibt sich für das einfallende Licht auf und um den Sensor ein Bildkreis von 33,87 mm. Dieses Größenverhältnis zwischen Bildkreis-Diagonalen und Sensor-Diagonalen ermöglicht eine gleichmäßige Ausleuchtung über die gesamte Sensorfläche, also auch in den Randbereichen. Ein Bild-Seitenverhältnis 4:3 besteht auch bei den meisten digitalen Kompaktkameras und bei vielen Fernseh- und Computer-Monitoren. Der Bildsensor hat eine Auflösung von 5,0 Millionen Pixel. Dabei stehen für die Bildausgabe effektiv 4,9 Millionen Pixel zur Verfügung (2560×1920). Die Full-Frame-Transfer-Technik ermöglicht ein schnelles Speichern und Auslesen der Bilddaten und folglich die schnelle Serienbildrate von 3 Bildern pro Sekunde bei 12 Bildern in Folge – unabhängig von der gewählten Auflösung und vom gewählten Dateiformat. Bezüglich der Bildqualität liefert der Sensor feinste Details in allen Helligkeitsbereichen sowie exzellente Farbtreue und scharfe kontrastreiche Bilder. Nachteilig wirkt sich bei Einstellung einer hohen Lichtempfindlichkeit das höhere Grundrauschen gegenüber DSLR-Kameras mit größeren Bildsensoren aus. Ein weiterer sekundärer Vorteil des E1-Bildsensors ergibt sich durch die Fertigung hochwertiger, besonders lichtstarker Objektive mit einem großen Brennweitenbereich in einer zuvor noch nie möglichen leichten und kompakten Bauform.

### Der Supersonic Wave Filter
Bei DSLR-Kameras mit Wechselobjektiven ist die Wahrscheinlichkeit sehr groß, dass sich auf dem empfindlichen Bildsensor Staubpartikel absetzen. Bereits kleinste Staubrückstände zeigen sich als deutlich sichtbare Verunreinigungen auf den fertigen Bildern. Mit Reinigungstücher und Pinsel mit oder ohne Blasebalg muss der Schmutz vom Bildsensor entfernt werden. Bei dieser umständlichen und langwierigen Reinigungsarbeit ist das Risiko einer mechanischen Beschädigung des Sensors erheblich groß. Bei der E-1 befindet sich zwischen dem Bildsensor und dem Verschluss der von Olympus patentierte Supersonic Wave Filter. Dieses Bauteil ist ein neuartiger Ultraschall-Staubfilter, der beim Einschalten der Kamera mit Hilfe von hochfrequenten Ultraschall-Schwingungen die am Sensor haftenden Partikel sicher entfernt. Bedingt durch den Reinigungsprozess beim Einschalten ergibt sich eine etwas längere Einschaltverzögerung als bei anderen modernen DSLRs.

### Das LCD-Informations-Feld

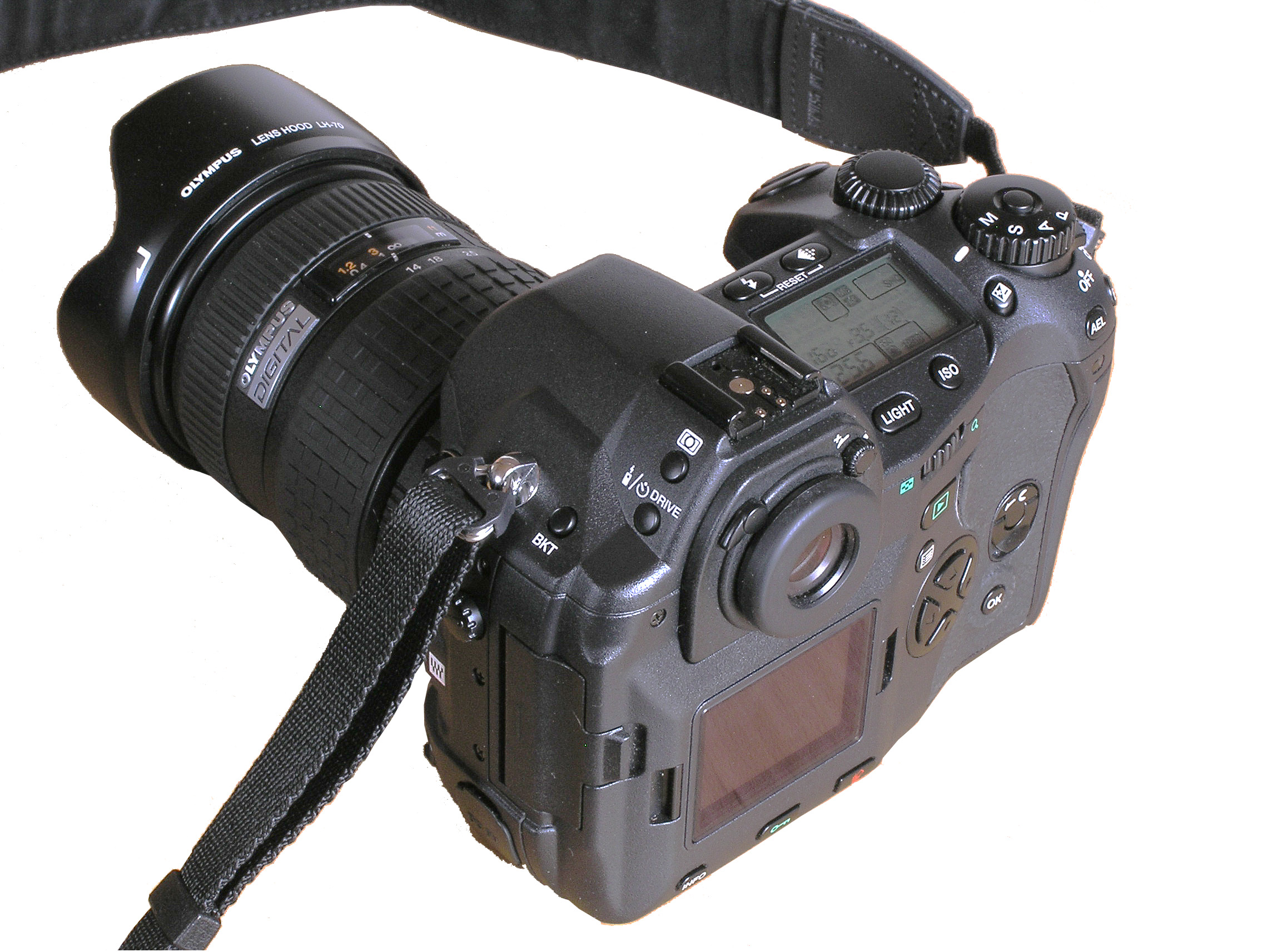
Blick auf das Informations-Feld

Diese LC-Anzeige ist das Informationszentrum für alle relevanten Einstellungen der Kamera. Sie informiert über den Blitzmodus, den Messmodus, den Fokussiermodus und den Speichermodus. Sie zeigt gegebenenfalls den Blendenwert, die Verschlusszeit, den Batterieladezustand und die Restaufnahmen. Ferner informiert sie über Bildqualitätseinstellungen, Belichtungsindex (in ISO), Farbraum, Weißabgleich, Fern- und Selbstauslösung, automatische Belichtungsreihen, Rauschunterdrückung und Serienaufnahmen. Je nach Vorwahl wird ein Belichtungspegel für Nachführmessung und Belichtungskorrekturen, Belichtungskorrekturwerte, das aktive AF-Messfeld und die Anzahl der speicherbaren Serienbilder angezeigt.

### Der Sucher
Bei der E-1 kann der LC-Monitor nicht als Aufnahmeanzeige genutzt werden. Dafür entfällt die Notwendigkeit einen zur Lichtversorgung für den LC-Monitor und für den Sucher halbdurchlässigen Spiegel einzubauen. Bei der E-1 wird analog zu klassischen Spiegelreflexkameras das gesamte ins Objektiv einfallende Licht über den Spiegel zum Sucher geleitet. Dadurch ergibt sich ein helles klares Sucherbild. Der E-1-Sucher ist ein optischer Pentaprisma-Sucher mit einer 100 Prozent genauen, dem Bild entsprechenden Anzeige. Am Sucherokular ist eine Dioptrieanpassung möglich. In der Mitte des Suchers wird das Autofokus-Messfeld (AF-Messfeld) mit seinen drei Messfeldern angezeigt. Unterhalb des Sucherbildes wird eine Informationsleiste mit den wichtigsten Aufnahmedaten eingeblendet: Verschlusszeit, Blendenwert, Belichtungs- und Messmodus und Belichtungspegelanzeige bei manueller Belichtung und Belichtungskorrekturen. Ferner informiert der Sucher gegebenenfalls über den Blitzmodus, AF- und AE-Speicher, automatische Belichtungsreihen, Weißabgleich, AF-Bestätigung, AF-Messfeld-Wahl und über die speicherbaren Serienbilder. Okularmuschel und Sucherscheiben sind auswechselbar.

### Das Autofokus-System
Der Autofokus (AF) der E-1 arbeitet mit 3 Messfeldern. Auf Wunsch kann das aktive Messfeld manuell vorgewählt werden. In den beiden Betriebsarten des Autofokus ergeben sich folgende Abläufe: In der Betriebsart S stellt der Autofokus bei halb gedrücktem Auslöser scharf und verändert diese Einstellung unabhängig vom Bildausschnitt bis zur vollständigen Auslösung (vollständig gedrückter Auslöser) nicht. In der Betriebsart C wird bei halb gedrücktem Auslöser die Schärfe kontinuierlich nachgestellt, dadurch werden bewegte Motive permanent nachkorrigiert. Die Genauigkeit des Autofokus der E-1 ist sehr exakt, aber etwas langsam. Deshalb ist der Autofokus dieser Kamera für schnelle Abläufe, wie zum Beispiel Sportaufnahmen bei Autorennen, weniger geeignet. In der Betriebsart MF ist die Scharfeinstellung, wie bei klassischen SLR-Kameras, manuell am vorderen Einstellungsring des Objektivs möglich. Über das Menü des Bild-Monitors lassen sich Sonderbetriebsarten programmieren, zum Beispiel eine Kombination aus Autofokus und manueller Nachfokussierung. Sehr interessante und individuelle Einstellungen sind in Kombination mit der Belichtungsmessung programmierbar, so zum Beispiel die Belichtungsmessung bei halb gedrücktem und die Scharfstellung bei vollständig gedrücktem Auslöser oder umgekehrt.

### Belichtung und Belichtungsmessung

#### Die Belichtungsmessmethoden
Das Messsystem der E-1 ist eine TTL-Offenblendenmessung. Die Kamera unterstützt drei Belichtungsmessmethoden, was dem normalen Standard moderner Spiegelreflexkameras entspricht. Die digitale ESP-Messung ist eine Kontrastmessung zwischen der Bildmitte und anderen Bildbereichen. Diese Messmethode liefert die besten Ergebnisse bei starken Lichtunterschieden zwischen dem Hauptmotiv und der Umgebung, zum Beispiel bei Gegenlicht. Bei der mittenbetonten Integralmessung werden die Messwerte der Bildmitte und des Bildhintergrunds ermittelt und ein Durchschnittswert gebildet, bei dem die Bildmitte stärker gewichtet wird, da sich in der Bildmitte gewöhnlich das Hauptmotiv befindet. Bei der Spotmessung wir nur der Bildmittelpunkt, genauer 1,8 % des Bildes, bei der Messung berücksichtigt. Die Umgebung hat keinen Einfluss auf das Messergebnis. In Kombination mit dem Messwertspeicher (AE-Speicher), lassen sich die Messwerte bei halb gedrücktem Auslöser speichern. Dies ist sinnvoll, wenn die Kameraposition für den gewünschten Bildausschnitt nicht mit der zuvor gewählten Kameraposition zur Belichtungsmessung übereinstimmt. Sehr interessante und individuelle Einstellungen sind in Kombination mit dem Autofokus programmierbar, so zum Beispiel die Belichtungsmessung bei halb gedrücktem und die Scharfstellung bei vollständig gedrücktem Auslöser oder umgekehrt.

#### Der Verschluss
Für die korrekte Belichtungszeit sorgt ein präziser, elektronisch geregelter Metalllamellen-Schlitzverschluss. Als Blenden- und Zeitautomat und bei manueller Belichtungseinstellung erlaubt der Verschluss eine Belichtungszeit zwischen 1/4000 und 60 Sekunden. Bei Wahl der Programmautomatik stellt die E-1 Belichtungszeiten zwischen 1/4000 und 2 Sekunden ein. In der Einstellung für Langzeitbelichtung (bulb), kann der Verschluss bis zu 8 Minuten geöffnet bleiben.

#### Belichtungskorrektur und Lichtempfindlichkeit
Die mögliche Belichtungskorrektur der E-1 umfasst 5 Lichtwert-Stufen (LW) in positiver (Überbelichtung) und negativer (Unterbelichtung) Richtung. Dabei kann wahlweise in 1/3, 1/2 oder 1 LW-Stufen korrigiert werden. Bei automatischen Belichtungsreihen sind die gleichen LW-Stufen wählbar, wobei wahlweise 3 oder 5 Bilder erstellt werden.
In der Grundeinstellung kann der Belichtungsindex der E-1 die ISO-Werte 100, 200, 400 und 800 annehmen. Bei der Vorwahl von ISO BOOST kann die Empfindlichkeit um die Werte 1600 und 3200 erweitert werden, was jedoch zu einem erhöhten Bildrauschen führt.

#### Die Programmauswahl
Die Belichtungsautomatiken der E-1 entsprechen dem Standard moderner Digitalkameras. Bei der Programmautomatik (P) wählt die Kamera die Blendenzahl und die Verschlusszeit ohne Einflussmöglichkeit des Fotografen. Die Automatik wählt dabei geeignete Blenden-Zeit-Kombinationen, die unter anderem von der Brennweite des Objektives abhängig sind, um zum Beispiel Verwacklungsgefahr durch zu lange Belichtungszeiten zu verhindern. Ist gleichzeitig die Programm Shift-Funktion (PS) aktiviert, besteht die Möglichkeit die Blenden-Zeit-Kombination auszuwählen, ohne die Programmautomatik zu verlassen. Weitere szenenorientierte Programmautomatiken sind bei der E-1 nicht vorhanden, was bei professionell ausgerichteten Kameras meistens auch nicht erwünscht ist. Bei der Zeitautomatik (A) wählt der Fotograf die Blende vor und die Kamera stellt die Zeit automatisch ein. Bei der Blendenautomatik (S) wird die Zeit manuell bestimmt und die Kamera bestimmt automatisch die dazugehörige Blende. Bei der Manuellen Belichtung (M) bestimmt der Fotograf sowohl die Blendenöffnung als auch die Belichtungszeit, die Automatik greift nicht mehr in die Belichtungsmessung ein. Im Info-Display und im Sucher wird dann eine Belichtungsskala angezeigt, die eine manuelle Nachführmessung ermöglicht. Auch bei aktiver Belichtungskorrektur wird durch diese Skala der Korrekturwert angedeutet. Bei Belichtungsreihen werden manuelle Eingriffe und Belichtungskorrekturen berücksichtigt. Die Blendenöffnung hat einen direkten Einfluss auf die Schärfentiefe. Mit Hilfe der Abblendtaste kann die Schärfentiefe durch Einstellung der Arbeitsblende kontrolliert werden.

#### Die Blitzmodi
Die E-1 verfügt über keinen internen Blitz. Der Anschluss externer Blitzgeräte (auch Fremdgeräte) erfolgt über einen Blitzschuh oder über eine Blitzsynchronbuchse. Durch die TTL-Blitzmessung und bei Einsatz entsprechender Systemblitzgeräte sind eine Vielzahl von Blitzmodi möglich, die auch beliebig miteinander kombinierbar sind. Die Grundmodi sind hierbei: Manuelle Blitzeinstellung, Automatische Blitzabgabe durch das Blitzgerät, Automatische Blitzabgabe (TTL-Modus) durch die Kamera, Reduzierung des Rote-Augen-Effekts, Langzeitsynchronisation mit Blitz auf den ersten Verschlussvorhang, Langzeitsynchronisation mit Blitz auf den zweiten Verschlussvorhang und Aufhellblitz. Die Blitzsynchronzeit beträgt bei der E-1 1/180 Sekunden. In Kombination mit den Systemblitzen FL36 oder FL-50 ist der Super FP-Blitzmodus möglich. Dieser Modus ermöglicht eine Aufhellung des Motivs auch bei sehr hellem Licht, bzw. bei offener Blende oder bei sehr kurzen Belichtungszeiten. Als Sonderzubehör ist für die E-1 der Blitz-Powergrip FP-1 erhältlich, wodurch sich der Abstand zwischen optischer Achse der Kamera und dem Blitzlicht weiter vergrößert. Im FP-1 ist ein zusätzlicher Auslöser integriert. Der Hochleistungsakku BN-1 ermöglicht für das Blitzgerät FL 50 pro Akkuladung über 250 Blitze und eine Blitzladezeit von weniger als 1,3 Sekunden. Im E-System sind weiter Kameragehäuse und das angebotene Zubehör zusammengefasst.

### Der LC-Monitor
Der TFT-LC-Farbbildschirm der E-1 hat eine Bilddiagonale von 4,6 cm (1,8″) und eine Auflösung von 134.000 Pixel.

#### Die Bildwiedergabe
Der Monitor zeigt 100 Prozent der Aufnahme. Über die Informationstaste und den Wahlreglern können folgende Informationen über das jeweilige Bild abgerufen werden: Die erste Sequenz zeigt die Bildnummer an und informiert über die Druckvorauswahl und den Schreibschutz. Die zweite Sequenz gibt Auskunft über den Speichermodus (Bilddatei), die Pixelzahl, die Bildkompression, das Aufnahmedatum, der Aufnahmezeit und die Dateinummer. In der dritten Sequenz werden überbelichtete Bildbereiche, sogenannte Spitzlichter, blinkend markiert. In der nächsten Sequenz gibt das Histogramm Auskunft über die Anordnung der Helligkeitsanteile des gezeigten Bildes. Mit Hilfe des Histogramms kann die Belichtung bei weiteren Bildern oder bei der Nachbearbeitung am Computer optimiert werden. Die letzte Sequenz gibt aufnahmebezogene Informationen wie Messmodus, Belichtungsmodus, Belichtungsindex, Farbraum, Farbsättigung, Brennweite, Belichtungszeit, Blende, Blitzmodus, Korrekturwerte, Weißabgleich, Kontrast- und Schärfeabstufungen. Im Wesentlichen entsprechen diese Informationen den Einträgen des Exif-Formats. Ferner besteht die Möglichkeit mehrere Bilder gleichzeitig oder Ausschnittvergrößerungen eines Einzelbildes anzuzeigen.

#### Das Menü

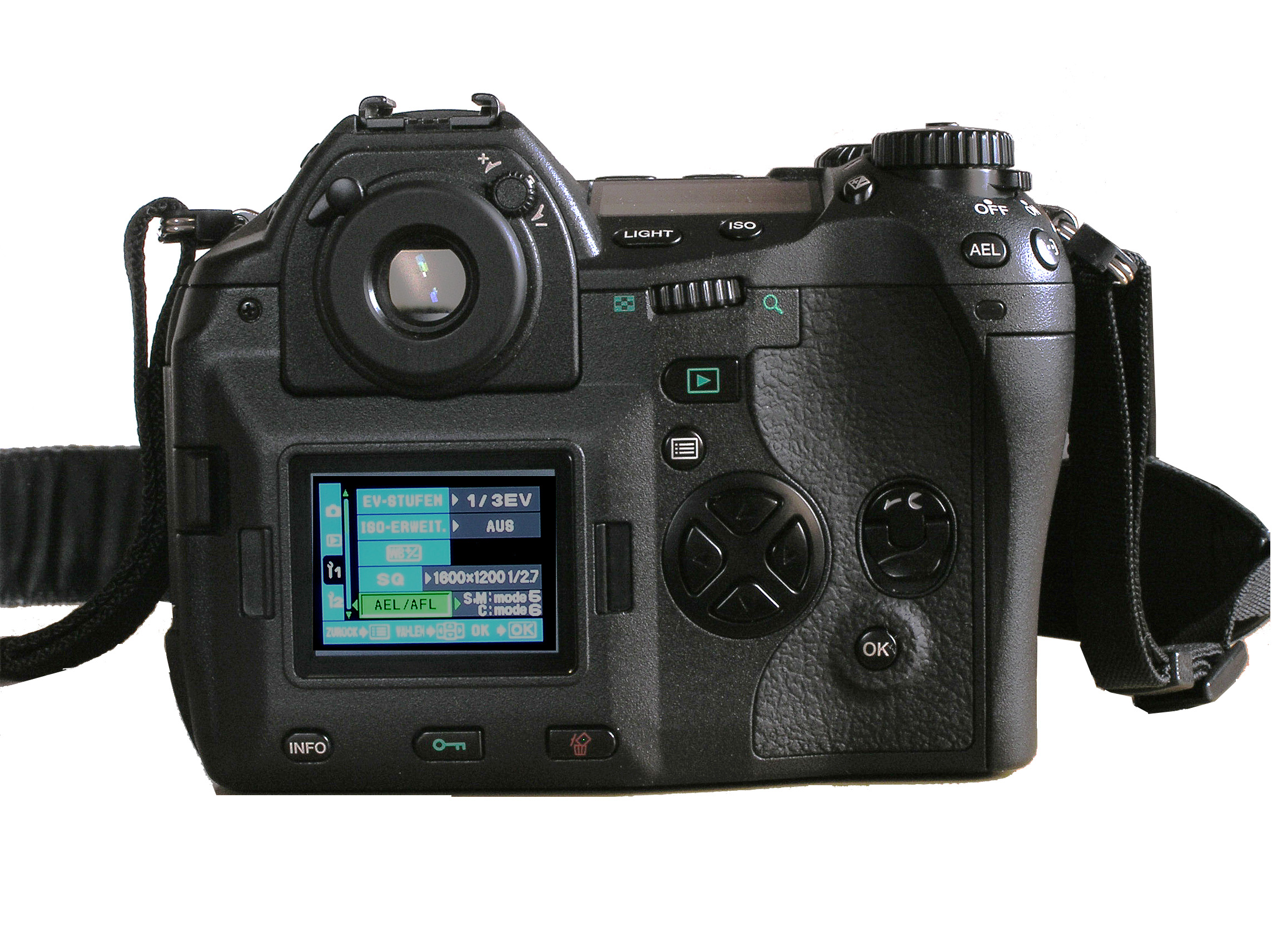
Ein Blick auf die Rückseite der E-1

Im Menü können benutzerspezifische Einstellungen, selten benötigte Funktionen und Feineinstellungen der E-1 vorgenommen werden. Es gliedert sich in vier Hauptmenüs auf.
Das erste Hauptmenü ist das Aufnahmemenü. Hier kann die Speicherkarte gelöscht oder formatiert werden. Bei der Feinabstimmung der Farbsättigung ist eine Abschwächung um zwei Stufen und eine Anhebung um zwei Stufen vom Mittelwert aus möglich. Außerdem kann gezielt eine Anhebung der roten, der grünen oder der blauen Farbtöne erfolgen. Eine spezielle Einstellung ergibt die optimale Wiedergabe von Hauttönen. Der Kontrast ist in 5 Stufen ((−2) bis (+2)) einstellbar. Für die Scharfzeichnung stehen 9 Stufen von (−3) bis (+5) zur Verfügung. Im Farbraum besteht die Wahl zwischen dem sRGB-Farbmodell und dem Adobe-RGB-Farbraum. Für den Weißabgleich können Belichtungsreihen (Bracketing) zu je 3 Bildern in den Abstufungen −2/0/+2, −4/0/+4 oder −6/0/+6 programmiert werden. Auf Wunsch können die Aufnahmen gleichzeitig im Rohdatenformat (RAW) und im Joint-Photographic-Experts-Group-Format (JPG) gespeichert werden. Bei sehr hoher Einstellung des Belichtungsindexes empfiehlt sich die Aktivierung der Rauschunterdrückung (Noise Filter) oder der Rauschminderung (Noise Reduction). Die Aktivierung einer speziellen Belichtungskorrektur ermöglicht eine Aufhellung der Randbereiche, ähnlich der Wirkung eines Center-Filters. Ist das AF-Hilfslicht aktiviert, sendet die Kamera bei schwacher Beleuchtung ein rotes Streifenmuster auf das Motiv, um die automatische Fokussierung der Schärfe erheblich zu erleichtern. Hinter dem Begriff Anti-Schock versteckt sich die Funktion der Spiegelvorauslösung. Hier kann in Sekundenschritten von einer Sekunde bis 30 Sekunden gewählt werden, in welchem Abstand die Aufnahme nach dem Hochklappen des Spiegels erfolgen soll. Äußerst selten benötigt, aber dennoch sinnvoll, ist die Funktion Pixelkorrektur. Sie gleicht eventuell ausgefallene Sensorzellen automatisch wieder aus und reinigt den CCD-Sensor. Die letzte Funktion des Aufnahmemenüs ist die Blitz-Plus/Minus-Korrektur. Hier kann die Blitzintensität zwischen −2 und +2 EV in 1/3-EV-Stufen korrigiert werden.
Das zweite Hauptmenü ist das Wiedergabemenü. Die erste Funktion dieses Menüs ermöglicht die Auswahl, ob gleichzeitig 1, 4, 9 oder 16 Bilder auf dem Monitor dargestellt werden sollen. Mit Hilfe der Bilddrehung können Hochformatbilder um 90 Grad gedreht werden. Durch die Funktion RAW DATA EDIT ist eine Nachbearbeitung von Rohdaten durch die E-1 möglich. Dabei wird der Rohdatensatz bezüglich Weißabgleich, Farbsättigung, Kontrast, Schärfe, Speichermodus und Farbraum optimiert. Anschließend wird die bearbeitete Bilddatei im JPG-Format abgespeichert. Letzte Funktion des Wiedergabemenüs ist die Druckvorauswahl nach dem DPOF-Format. Dabei können bestimmte oder alle Bilder gewählt werden und diese mit zusätzlichen Druckinformationen, wie Anzahl der Ausdrucke (maximal 10) und Datums- oder Zeitstempel für den Ausdruck versehen werden.
Das dritte Hauptmenü dient zur Feinabstimmung verschiedener Parameter. Zunächst kann bestimmt werden, ob die Stufen der Belichtungskorrektur in 1/3, 1/2 oder 1 EV Schritten erfolgen soll. Mit Hilfe der ISO-Erweiterung kann der einstellbare Belichtungsindex auf die Werte 1600 und 3200 erweitert werden. In der folgenden Funktion kann der Weißabgleich beeinflusst werden. Der automatischen Weißabgleich und die Vorgaben der Farbtemperatur sind jeweils in ± 7 Stufen korrigierbar. Standardmäßige Vorgaben der Farbtemperaturen sind 3000, 3300, 3600, 4000, 4300, 4500, 4800, 5300, 6000, 6600 und 7500 Kelvin. In Kombination mit dem manuellen Weißabgleich lassen sich zusätzliche Farbtemperaturwerte für spezielle Lichtverhältnisse vorgeben. Die SQ-Qualitätsstufe ist die niedrigste Qualitätsstufe im Speichermodus des JPG-Formats. In dieser Qualitätsstufe lassen sich Bildgrößen mit einer Auflösung von 1600×1200, 1280×960, 1024×768 und 640×480 Pixel vorwählen. Für jede dieser Bildgrößen ist eine Kompressionsrate von 1/2,7 oder 1/8 verfügbar. Mit der nächsten Funktion besteht die Möglichkeit die Zeitpunkte für die Speicherung der Belichtung und des Autofokus während der Auslösung zu bestimmen. In der Grundeinstellung wird bei halbgedrücktem Auslöser die gemessene Belichtung gespeichert und bei vollständig gedrücktem Auslöser mit diesen Werten fotografiert. In Kombination mit der Betriebsart des Autofokus, der AEL-Taste und die 2 Stufen des Auslösers lassen sich 12 Modi festlegen um eine sinnvolle Kopplung oder Entkopplung zwischen Belichtungs- und Autofokusspeicher festzulegen. Zum Beispiel kann hier vorgegeben werden, ob bei halbgedrücktem Auslöser die Belichtung gemessen und bei vollständig gedrücktem Auslöser der Autofokus aktiviert wird oder umgekehrt. In der folgenden Funktion lassen sich die Einstellräder in den Programmautomatiken umprogrammieren. In der Grundeinstellung sind beide mit den entsprechenden Vorwahlfunktionen belegt (Anwahl der Blenden-Zeit-Kombination bei Programmautomatik, Blendenvorwahl bei Zeitautomatik und Zeitvorwahl bei Blendenautomatik). Hier lässt sich für jedes Programm eine der beiden Tasten für die Belichtungskorrektur umprogrammieren. Im nächsten Menüpunkt lässt sich die Drehrichtung des Fokussierrings an den Objektiven umkehren. Wird die folgende Funktion aktiviert, besteht die Möglichkeit in der Betriebsart Einzelfokussierung (S) zunächst automatisch zu fokussieren und dann manuell nachzufokussieren. In den nächsten beiden Funktionen wird festgelegt, ob die Auslösefunktion gegenüber den beiden Betriebsarten des Autofokus Vorrang haben soll. Hat der Auslöser Vorrang, wird auch dann ausgelöst wenn der Autofokus noch nicht scharf gestellt hat. Bei aktivierter Funktion der Objektivrückstellung wird die Fokussierung des Objektivs nach Abschalten der Kamera immer auf unendlich gestellt. Im PC-Modus kann gewählt werden, ob bei Anschluss an einen Computer Bilder übertragen (Speichermodus) oder die Kamera vom PC ferngesteuert werden soll (Steuerungsmodus). Die Lösch-Einstellungs-Funktion legt den Modus (ja/nein) der Sicherheitsabfrage für die Löschbestätigung fest. Bei gestartetem Reinigungsmodus geben der Spiegel und der Verschluss den Zugriff auf den Bildsensor frei, um eine manuelle Reinigung des Sensors zu ermöglichen. Da die E-1 über eine automatische Reinigung des Bildsensors verfügt, wird diese Funktion kaum benötigt. Unter den 4 Benutzereinstellungen lässt sich die Kamera ganz individuell den Vorlieben des Fotografen oder ganz bestimmten fotografischen Situationen anpassen.
Im vierten Hauptmenü wird im ersten Untermenü das Datum und die Uhrzeit eingestellt. Als Nächstes kann festgelegt werden, ob die Nummerierung der Bilder im Dateinamen immer fortlaufend (AUTO) erfolgen, oder bei Speicherwechsel rückgesetzt werden soll. In der Aufnahme-Ansicht besteht die Auswahl folgender Optionen:
- AUS: Keine Anzeige der neuen Aufnahme auf dem LCD-Monitor
- AUTO: die Anzeige der Aufnahme wird durch die Kamera bestimmt und ist abhängig von der Dauer des Speichervorgangs
- 5 SEC: Die Aufnahme wird 5 Sekunden lang angezeigt
- 20 SEC: Die Aufnahme wird 20 Sekunden lang angezeigt.

Die E-1 gibt in der Grundeinstellung nach korrekter Einstellung des Autofokus einen Signalton ab. Dieser Signalton kann im folgenden Menüpunkt abgeschaltet werden. Bei Bedarf kann die Helligkeit des Bild-Monitors durch ± 7 Helligkeitsstufen an das Umgebungslicht angepasst werden. Die Ruhemodus-Funktion ermöglicht die Auswahl der Zeitspanne, die vergehen soll, bis die nicht betätigte Kamera in den Ruhemodus geht. Diese Betriebsart schaltet alle Anzeigen ab, um die Batterien zu schonen. Bei der Sprachumschaltung kann zwischen deutsch, englisch, französisch, japanisch, koreanisch und spanisch gewählt werden. Die letzte Funktion ermöglicht die Auswahl des Videosignals zwischen NTSC und PAL.

### Der Speichermodus
Die E-1 unterstützt die folgenden Bildformate. Unkomprimierte Rohdaten (RAW) mit einer Auflösung von 2560×1920 Pixel. Die Bezeichnung des Dateiformats ist ORF und die Dateigröße beträgt etwa 10,2 MB. Unkomprimierte TIFF-Dateien mit einer Auflösung 2560×1920 Pixel. Die Dateigröße beträgt etwa 14,4 MB. Hochauflösende JPG-Dateien (2560×1920 Pixel) mit einer Datenkompression von 1/2,7 (Speichermodus: SHQ; Dateigröße 3,8 MB) oder einer Datenkompression von 1/8 (Speichermodus: HQ; Dateigröße 1,2 MB). Komprimierte JPG-Dateien mit einer Auflösung von 1600×1200, 1280×960, 1024×768 oder 640×480 Pixel (Speichermodus: SQ). In diesem Speichermodus sind jeweils Datenkompressionen von 1/2,7 oder 1/8 anwählbar. Je nach Auflösung und Datenkompression ergeben sich Dateigrößen zwischen 0,1 MB und 1,4 MB. RAW-Dateien und JPG-Dateien lassen sich für jede Aufnahme auch gemeinsam abspeichern.

### Die Kommunikation
Drei voneinander unabhängige Schaltkreise übernehmen in der E-1 die internen Funktionen und Abläufe. Bildverarbeitung, Datentransfer und Kamerasteuerung können deshalb gleichzeitig durchgeführt werden. Eine Besonderheit ist der detaillierte Informationsaustausch zwischen der Kamera und dem Zubehör, der dem Kommunikationsprotokoll des Four-Thirds-Standards folgt. Objektive und Systemblitzgeräte liefern nicht nur die üblichen Daten wie Entfernung, Brennweite und Belichtung, sondern auch Informationen über die eigene Charakteristik und die eigenen Abbildungseigenschaften. Jedes Objektiv, aber auch anderes Zubehör, ist deshalb mit einer eigenen Intelligenz ausgerüstet, die – ebenso wie die Kamera selbst – bei Änderungen und Anpassungen aktualisierbar ist. So können zum Beispiel winzige Abweichungen in der Farbcharakteristik verschiedener Objektive durch die Kamera berücksichtigt und automatisch kompensiert werden. Auf demselben Weg kann auch der geringe Lichtabfall bei extremen Weitwinkelobjektiven in den Randbereichen durch die Kamera kompensiert werden. Somit sind winzige Abweichungen jeglicher Art kompensierbar.

### Die Anschlüsse
Für den Anschluss eines externen Blitzgerätes verfügt die E-1 über einen Blitzschuh und eine Blitzsynchronbuchse. Zum Anschluss einer Fernsteuerung ist ebenfalls eine entsprechende Buchse vorhanden. Für die externe Stromversorgung über ein Netzteil ist ein 9-Volt-Gleichspannungseingang vorhanden. Für die Kommunikation mit einem Computer ist ein FireWire- (IEEE 1394) und ein USB-2.0-Anschluss eingebaut. Zur Bildbetrachtung an Fernsehgeräten und externen Monitoren verfügt die Kamera über einen entsprechenden Videoausgang.